# Nước Hai
Nước Hai là thị trấn huyện lỵ của huyện Hòa An, tỉnh Cao Bằng, Việt Nam.

## Địa lý
Thị trấn Nước Hai cách trung tâm thành phố Cao Bằng 15 km theo đường Hồ Chí Minh. Thị trấn nằm ở thượng lưu của sông Bằng Giang, có vị trí địa lý:
- Phía đông giáp thành phố Cao Bằng
- Phía tây giáp xã Đức Long và xã Hồng Việt
- Phía nam giáp xã Hoàng Tung
- Phía bắc giáp xã Đại Tiến và xã Nam Tuấn.

Thị trấn Nước Hai có diện tích 21,27 km², dân số năm 2019 là 13.304 người, mật độ dân số đạt 625 người/km².

## Hành chính
Thị trấn Nước Hai có 24 tổ dân phố, xóm được chia thành 5 tổ dân phố: A, B, Dạ Hương, Giữa, Hoằng Bó và 19 xóm: 1 Bế Triều, 2 Bế Triều, 3 Bế Triều, 4 Bế Triều, 5 Bế Triều, 6 Bế Triều, 7 Bế Triều, 8 Bế Triều, 9 Bế Triều, 10 Bế Triều, 11 Bế Triều, Nà Tẻng, Mã Quan, Nà Mè, Thái Cường, Bản Séng, Minh Loan, Khau Gạm, Bằng Hà.

## Lịch sử
Địa bàn thị trấn Nước Hai hiện nay trước đây vốn là thị trấn Nước Hai và một phần các xã Bế Triều, Bình Long, Đức Long, Hồng Việt cũ.
Ngày 9 tháng 7 năm 2020, Ủy ban nhân dân huyện Hòa An, tỉnh Cao Bằng ban hành Thông báo số 55/TB-UBND về việc:
- Sáp nhập hai TDP 1 Hoằng Bó và 2 Hoằng Bó thành TDP Hoằng Bó
- Sáp nhập hai TDP 1 Phố Giữa và 2 Phố Giữa thành TDP Giữa
- Sáp nhập hai TDP 1 Dạ Hương và 2 Dạ Hương thành TDP Dạ Hương
- Sáp nhập hai TDP 1 Phố A và 2 Phố A thành TDP A
- Sáp nhập hai TDP 1 Phố B và 2 Phố B thành TDP B
- Sáp nhập hai xóm Vò Rài và Nà Ky vào xóm Nà Tẻng
- Sáp nhập hai xóm Mã Quan A và Mã Quan B thành xóm Mã Quan
- Sáp nhập hai xóm Đoỏng Chỉa và Vò Ấu thành xóm Nà Mè
- Sáp nhập 29 hộ của xóm Đoỏng Kính vào xóm Thái Cường
- Sáp nhập 30 hộ của xóm Đoỏng Kính + 11 xóm Thang Lầy + 3 hộ xóm Thua Khẩu + 3 hộ xóm Bó Rỏm vào xóm Bản Séng
- Sáp nhập xóm Thang Lầy + xóm Bó Rỏm + 3 hộ xóm Bản Séng + 1 hộ xóm Nà Giảo thành xóm Minh Loan
- Đổi tên Bản Vạn 1 thành xóm 1 Bế Triều
- Sáp nhập hai xóm Pác Gà và Bản Vạn 2 thành xóm 2 Bế Triều
- Sáp nhập ba xóm Khau Hoa, Nà Mò và Đông Viảo thành xóm 3 Bế Triều
- Sáp nhập hai xóm Khau Coi và Bản Sẩy thành xóm 4 Bế Triều
- Sáp nhập hai xóm Lăng Phia và Chung Mu thành xóm 5 Bế Triều
- Đổi tên xóm Vò Đáo thành xóm 6 Bế Triều
- Đổi tên xóm Đà Lạn thành xóm 7 Bế Triều
- Đổi tên xóm Nà Bưa thành xóm 8 Bế Triều
- Sáp nhập hai xóm Nà Sa - Nà Gường và Nà Pia thành xóm 9 Bế Triều
- Sáp nhập hai xóm Khau Lừa và Nà Vẩư thành xóm 10 Bế Triều
- Sáp nhập hai xóm Nà Vài và An Phú thành xóm 11 Bế Triều
- Giữ nguyên xóm Khau Gạm
- Sáp nhập hai xóm Bằng Hà 1 và Bằng Hà 2 thành xóm Bằng Hà.

Đến năm 2019, thị trấn Nước Hai có diện tích 1,23 km², dân số là 4.268 người, mật độ dân số đạt 3.470 người/km², có 5 tổ dân phố: Dạ Hương, Phố Giữa, Hoằng Bó, Phố A, Phố B. Xã Bế Triều có 12 xóm, gồm 11 xóm từ xóm 1 Bế Triều đến xóm 11 Bế Triều và xóm Quyết Tiến.
Ngày 10 tháng 1 năm 2020, Ủy ban Thường vụ Quốc hội ban hành Nghị quyết số 864/NQ-UBTVQH14 về việc sắp xếp các đơn vị hành chính cấp huyện, cấp xã thuộc tỉnh Cao Bằng (nghị quyết có hiệu lực từ ngày 1 tháng 2 năm 2020). Theo đó, sáp nhập 2,06 km² diện tích tự nhiên và 1.079 người của xã Hồng Việt; 1,21 km² diện tích tự nhiên và 1.304 người của xã Bình Long vừa giải thể; 1,35 km² diện tích tự nhiên và 835 người của xã Đức Long; 15,42 km² diện tích tự nhiên và 5.818 người của xã Bế Triều vừa giải thể vào thị trấn Nước Hai.
Sau khi sáp nhập, thị trấn Nước Hai có diện tích 21,27 km², dân số là 13.304 người.